# Neuenhof (Leverkusen-Küppersteg)
In der Zwischenkriegszeit, ab 1919 in einem ersten Bauabschnitt, entstand nach Plänen des damaligen Wiesdorfer Gemeindebaumeisters Wilhelm Fähler in Küppersteg die nach einem ehemaligen Gutshof genannte Siedlung Neuenhof.

## Entstehung
Das 141 ha (1,4 Mio. m²) große Gebiet wurde für 1.370.000 RM durch die Gemeinde Wiesdorf von der Diergardtschen Verwaltung zu Bauzwecken erworben. Es wurde begrenzt im Westen durch die B8 (Düsseldorfer Straße), im Norden und Osten durch die spätere Bismarckstraße als Teil der Wiesdorfer Ringstraße, im Süden durch die zunehmend mit Sportanlagen besetzte, teils auch parkartig ausgebaute Dhünnaue.
Die Gemeinde übergab das Gelände an die damalige städtische Wohnungsbaugesellschaft „Gemeinnützige Baugesellschaft Wiesdorf eGmbH“ (GBG, heute WGL), die dort über Jahrzehnte schrittweise die Bebauung realisierte. Nur in Verlängerung der Küppersteger Hauptstraße waren am Nordende vor 1918 bereits einige wenige Häuser (Bismarckstraße 28–30) entstanden, die in die Siedlung integriert wurden.

## Erster Bauabschnitt
Für den ersten Bauabschnitt wurden im westlichen Teil des Areals drei weitgehend gerade Straßen etwa in Nord-Süd-Richtung angelegt, die nach den beiden historischen Gründerfiguren der führenden politischen Parteien der Zeit, Ludwig Windthorst für das katholische Zentrum (parallel zur B8) sowie August Bebel für die Sozialdemokratie benannt wurden. Die mittlere Straßenachse wurde nach Adolf Damaschke, dem damals noch lebenden und an der Sozial- und Wohnungsgesetzgebung der frühen Weimarer Republik beteiligten Bodenreformer benannt. Den südlichen Abschluss bildete die in insgesamt in West-Ost-Richtung verlaufende, das damals noch existierende Gut Neuenhof (heute Spielplatz und Grünanlage) berührende Straße Am Neuenhof.
Dort entstand mit der Hausnummer 3 wohl auch das Musterhaus der Siedlung aus dem Jahre 1919, ein giebelständiges Doppelhaus mit seitlichen Eingängen, dessen straßenseitige Ecken mit zwei fast lebensgroßen Skulpturen verziert sind, einem jungen Harmonikaspieler auf der östlichen und einem älteren Mann mit Reservistenpfeife auf der westlichen Seite. Auf der gegenüberliegenden Seite befindet sich ein zweigeschossiges, traufständiges Doppelhaus, das repräsentativ steht für den zweiten dort realisierten Haustyp.
Die beiden langgestreckten, von schmalen Fuß- bzw. Wirtschaftswegen unterbrochenen Straßenblöcke zwischen Windthorst- und Bebelstraße wurden in Parzellen von (ursprünglich) ca. 1200 m² unterteilt, die sich als „Kleinsiedlerstellen“ für die Selbstversorgung eigneten. Zur B8/Düsseldorfer Straße hin rahmen und unterbrechen jeweils zwei nahe an der Straße stehende Giebel-Doppelhäuser die zurückgesetzten Reihen der zweigeschossigen Doppelhäuser. An Bebel- und Damaschkestraße dominieren diese Doppelhäuser in etwas unterschiedlicher Ausführung als Ein- und Zweifamilienhäuser. Die großen Abstände zwischen den Häusern sind heute durch Garagen, Hauserweiterungen und Zusatzbauten weitgehend aufgefüllt. Die Damaschkestraße führt nach Süden axial auf ein dreigeschossiges, mit seitlichen Treppengiebeln versehenes Gebäude (Nr. 53) mit erdgeschossigem Anbau, das als Geschäftssteller der Wohnungsbaugesellschaft und ausweislich seiner großen Schaufenster wohl auch als das zentrale Lebensmittelgeschäft der Siedlung.

## Zweiter Bauabschnitt
Die zweite Bebauungsphase beginnt mit dem dreieckigen Straßenblock zwischen Bebelstraße, der etwa auf Höhe der älteren Fußwege in West-Ost-Richtung neu angelegten Karl-Marx-Straße sowie der die Siedlung seit 1926 im Norden und Osten ringförmig umfassende Bismarckstraße als Teil der gesamtstädtischen Verkehrsplanung. Die Front an der Bebelstraße begrenzen diesmal zwei Gruppenbauten, bei denen dreigeschossige Mehrfamilienhäuser eine Reihenhauszeile rahmen. Dazwischen wurde später mit Mehrfamilienhäusern aufgefüllt. Auffälliger ist die nun fast durchgehende Bebauung der Bismarckstraße mit Doppel- und Vierhausgruppen, deren Fassaden meist mit Treppenhaus-Vorbauten in Sichtbackstein versehen sind. Diese Häuser sind weiterhin auf schmalen Einzelparzellen errichtet und konnten deshalb an Privat abgegeben werden.

## Dritter Bauabschnitt
Der wohl ausweislich der Straßenanlage um 1933/34 zu datierende, entscheidende Schritt von der Einzelhaus- zur Mehrfamilien-Siedlungsbebauung lässt sich am besten beiderseits der Karl-Marx-Straße verfolgen. Die Mehrfamilienhäuser sind hier je zu dritt oder viert zusammengefasst, letzteres bei den einspännig angelegten Etagenwohnhäusern, sonst bei den Zweispännern. Jede der wohl noch immer von Wilhelm Fähler gestalteten Hausgruppen wirkt als scharf umrissenes, durch das kaum überstehende Walmdach zusammengefasstes Volumen. Die Fenster sind erstaunlich klein, die Treppenhäuser sind nicht hervorgehoben, die Eingänge nur durch einfache, dünne Vordächer auf Backsteinwangen. Die Häuser stehen nicht in einer Flucht, sondern sind alternierend gegeneinander versetzt, besonders auffällig auf der Ostseite der südlichen Bebelstraße; meist werden die Straßen auch als Alleen ausgebildet.
Gleichzeitig mit diesem Bauabschnitt werden aber auch noch unbebaute Restflächen im südlichen Teil des Areals für die individuelle Bebauung freigegeben. Auf nun kleineren, etwa 400–500 m² großen Parzellen entstehen ab etwa 1935 bis in die Nachkriegszeit stattliche, meist zweigeschossige freistehende Einfamilienhäuser, einige davon wohl auch nach Plänen Fählers (z. B. Johannisburger Straße 13). Angesichts der Nähe zum Wiesdorfer, später Leverkusener Stadtzentrum sind sie bis heute sehr begehrt; die auf der Düsseldorfer Straße verkehrende Straßenbahn der Linie O verband die Siedlung mit den beiden benachbarten Stadtzentren.

## Besondere Einzelbauten
Bis auf den erwähnten Lebensmittelladen gab es wohl in der Siedlung kaum Infrastruktur. Das jenseits der B8 gelegene Geschäfts- und Verwaltungszentrum einschließlich des Bahnhofs. Aufmerksamkeit erregte sicherlich das 1930/31 das in einst auffälliger Eck- und Randposition (Windthorststraße 25–28) wiederum nach Plänen Fählers errichtete Kriegerehrenheim der Stadt Leverkusen, mit der sich die gerade neu benannte Kommune ein erstes zugleich politisches wie soziales Denkmal setzte. Das heute auch als Baudenkmal eingetragene Gebäude wirkt als einheitlicher, querliegender Baukörper mit hohem Satteldach, ist praktisch aber in vier gleichgroße Reihenhäuser unterteilt, die heute erkennbar unterschiedliche Besitzer haben. Die Erstbewohner waren zwei Kriegsbeschädigten- und zwei Gefallenen-Familien.
Nur wenig später errichtete die sozialistische Jugendbewegung unweit des noch existierenden Neuenhofs (Lycker Straße/Ecke Tannenbergstraße) ein zweigeschossiges Vereinsheim in sehr modernen Formen mit Flachdach, Fensterbändern und einem verglasten Steherker an der Schmalseite. Es wurde unmittelbar nach der Machtübernahme 1933 durch Untergliederungen der Nationalsozialisten übernommen und in traditionellen Architekturformen mit einem Steildach und einfachen Fensteröffnungen umgestaltet. Heute dient das Kurt-Schumacher-Haus in Trägerschaft der AWO als Seniorentreff.

## Nachkriegszeit
Zunächst stagnierte die Bebauung; verbliebene Freiflächen wurden als Schrebergärten genutzt. In den 1960er Jahren wurde dann die Bebauung im ältesten Teil durch neue Erschließungsstraßen und Teilung der Grundstücke individuell verdichtet. Auf Freiflächen im Süden und Osten entstanden auch mehrere Etagen-Wohnanlagen im Stile des Brutalismus. An der Südostecke wurden einige bemerkenswert gestaffelte Reihenhauszeilen angelegt; dahinter entstand auch eine Realschule.
Drei bedeutende überregionale Verkehrsachsen umgrenzen heute die Siedlung an drei Seiten: neben der tiefgelegten, zur Stadtautobahn ausgebauten B8 im Westen die – mit einigem Abstand verbeiführende A3; diese kreuzt östlich der Siedlung die A1 auf ihrem Weg zur Rheinbrücke, die als sogenannte „Stelze“ die Siedlung im Süden unmittelbar begrenzt und von der Dhünnaue mit ihren Sportanlagen trennt.